# Голованевский район
Голова́невский райо́н (укр. Голованівський район) — одна из административно-территориальных единиц Кировоградской области Украины. Административный центр — посёлок Голованевск.
Граничит на востоке с Новоукраинским районом.

## История района
Образован в 1923 году на территории бывших Вербовской, Голованевской, Липовеньковской и Троянской волостей Первомайского уезда и вошёл в состав Первомайского округа Одесской губернии. В июне 1930 года Первомайский округ был расформирован и район вошёл в состав Уманского округа, однако уже в сентябре того же года все округа в Украинской ССР были ликвидированы и Голованевский район перешёл в прямое подчинение руководству республики.
В 1932 году район вошёл в состав новообразованной Одесской области. В 1935 году часть территории района вошла в состав Ольшанского и Тишковского районов.
В 1954 году Голованевский район был передан из Одесской области в Кировоградскую. 16 июля 1959 года к Голованевскому району была присоединена часть территории упразднённого Подвысоцкого района. В ходе административной реформы в Украинской ССР, в 1962 году район был расформирован, его территория была разделена между Новоархангельским и Ульяновским районами, однако уже в 1965—1966 годах реформа была свёрнута и район был восстановлен, преимущественно в прежних границах.
17 июля 2020 года в результате административно-территориальной реформы район был укрупнён, в его состав вошли территории:
- Голованевского района,
- Благовещенского района,
- Гайворонского района,
- Новоархангельского района,
- Ольшанского района.

## Население
Численность населения района в укрупнённых границах — 124,9 тыс. человек.
Численность населения района в границах до 17 июля 2020 года по состоянию на 1 января 2020 года — 29 452 человека, из них городского населения — 11 621 человек, сельского — 17 831 человек.
Основное население — украинцы (95,4 %), небольшие группы русских (3,6 %), молдаван (0,6 %), белорусов (0,3 %) и цыган.

## Административное устройство
Район в укрупнённых границах с 17 июля 2020 года делится на 10 территориальных общин (громад), в том числе 2 городские, 5 поселковых и 3 сельские общины (в скобках — их административные центры):
- Городские:
  - Благовещенская городская община (город Благовещенское),
  - Гайворонская городская община (город Гайворон);
- Поселковые:
  - Голованевская поселковая община (посёлок Голованевск),
  - Завальевская поселковая община (посёлок Завалье),
  - Новоархангельская поселковая община (посёлок Новоархангельск),
  - Ольшанская поселковая община (посёлок Ольшанка),
  - Побугская поселковая община (посёлок Побугское);
- Сельские:
  - Надлакская сельская община (село Надлак),
  - Перегоновская сельская община (село Перегоновка),
  - Подвысоцкая сельская община (село Подвысокое).